# Boiaro-Lejaci, Putîvl
Boiaro-Lejaci (în ucraineană Бояро-Лежачі) este localitatea de reședință a comunei Boiaro-Lejaci din raionul Putîvl, regiunea Sumî, Ucraina.

## Demografie
Componența lingvistică a localității Boiaro-Lejaci
     Ucraineană (92,37%)
     Rusă (6,1%)
     Alte limbi (0,44%)
Conform recensământului din 2001, majoritatea populației localității Boiaro-Lejaci era vorbitoare de ucraineană (92,37%), existând în minoritate și vorbitori de rusă (6,1%).